# 医療行為
医療行為（いりょうこうい、英語: healthcare practice、medical practice）とは、人間の傷病の治療・診断または予防のため、医学に基づいて行われる行為である。一般的には医行為と同義語として扱われ、広義では代替医療や統合医療を含めた医療全般の行為を指す。

## 概要
体にメスを入れたり、エックス線を照射したりするように、他者の身体を傷つけたり体内に接触したりするような医療侵襲行為は、これが正当な業務でなければ傷害罪や暴行罪に該当する違法性がある。したがって、たとえ医療のためであってもこのような行為を行うには、正当な医療行為とされる後述の条件を満たす違法性阻却事由が必要である。医療従事者には、その行為が特別に許されるための要件として、資格（医師免許、歯科医師免許、看護師免許、助産師免許等）がある。医療行為には患者にとって不利益な事態をまねく恐れが大きいものもあるので、相応の知識と医療倫理が要求される。
医師・歯科医師のみが行える医業・歯科医業とは、医行為を反復継続の意思をもって行うこと（業）であり、医行為のうちの一部は医師などの指示の下、他の有資格者（看護師等）にも認められている。このほか、調剤を行う薬局も医療法で医療提供施設と定められていることから、薬剤師の調剤も医療行為に該当する。

## 医療行為の3条件
医師が行う行為が医療行為とみなされるためには、以下の要件をみたさなければならない。
1. 治療を目的としていること
2. 承認された方法で行われていること
3. 患者本人の承諾があること

ただし、上記条件を満たさない例外的医療行為として、以下のようなものがあげられる。
1. 輸血用血液の採血
2. 実験的治療行為
3. 先端医療
4. 幼児、精神障害者、意識不明者など患者本人の承諾がとれないとき
5. 緊急時の医療

## 医療行為が可能な者
医療行為は業として行わなければ、これを全面的に禁止する法令はない。無資格者であっても、前述の条件を満たすなどの上で正当性があれば、心肺蘇生法や自動体外式除細動器の使用などの応急処置を行うことができるのは、業として行うのではないからである。
また、医師以外の者に禁止されている「医業」は「医行為」を業（医業）として行うことと解されている。「医行為」は医療行為全てを指すものではなく、「歯科医業」のうちの口腔外科以外の歯科領域（咬合構築に関する医療行為）や、「調剤」は医療行為であるが医行為ではないため、歯科医師法、薬剤師法により医師が業として行うことはできない。ただし、調剤は医師も行うことができる例外が定められている。
なお、自分自身の体に行う行為は該当せず、家族は本人に準ずるとして家族に対する医療行為は事実上容認されている。

## 具体的範囲
患者の安全の為、医療行為を業として行う者を制限することは必要なことではあるが、その範囲が曖昧なため、在宅患者に対して簡単な行為でもホームヘルパーが行えないなど不利益も生じており、一部の行為については範囲が設定された。

### 医療行為に該当する行為
- 摘便
- レーザー脱毛、ケミカルピーリング[2]
- ピアス

### 医療行為に該当しない行為
- 検温、血圧測定、パルスオキシメーターの装着、耳垢除去、つめ切り、点眼、湿布のはり付け、軟膏塗布、座薬挿入、一包化された薬の内服の介助、口腔内の清拭、浣腸[3][4]
- 身長体重計測、肺活量測定、抜毛、検尿、検便、心理カウンセリング
- 特定保健用食品、健康食品、ダイエット関連、健康体操各種

### グレーゾーンとされる行為
- 喀痰吸引、経管栄養[5] - 2011年に介護サービスの基盤強化のための介護保険法等の一部を改正する法律によって社会福祉士及び介護福祉士法が改正され、一定の研修を修了した介護職員や教員などが喀痰吸引や経管栄養を実施することについて、2012年4月から施行された[6]。